# Cyllene (albedo)
Cyllene  è una caratteristica di albedo della superficie di Mercurio.